# Bill Bradley
William "Bill" Warren Bradley (nascido em 28 de julho de 1943) é um ex-basquetebolista e político norte-americano. Ele serviu três mandatos como senador democrata de Nova Jersey. Ele concorreu sem sucesso pela nomeação do Partido Democrata para presidente nas Eleições presidencial nos Estados Unidos em 2000.
Bradley jogou uma temporada de basquete profissional na Europa e, eventualmente, decidiu se juntar ao New York Knicks na temporada de 1967-68, depois de servir seis meses na Força Aérea Americana. Ele passou toda a sua carreira profissional jogando pelos Knicks, ganhando dois títulos. Aposentando-se em 1977, ele concorreu para um assento no Senado dos Estados Unidos no ano seguinte. Ele foi reeleito em 1984 e 1990, deixou o Senado em 1997 e foi um candidato malsucedido para a indicação presidencial democrata de 2000.
Bradley é o autor de sete livros de não-ficção e hospeda um programa de rádio semanal, American Voices, na Sirius Satellite Radio. Ele é diretor corporativo da Starbucks e sócio do banco de investimentos Allen & Company, em Nova York.

## Primeiros anos
Bradley nasceu em Crystal City, Missouri como filho único de Warren, que era presidente de banco, e Susan "Susie" Bradley, professora e ex-jogadora de basquete no colegial. Politica e políticos eram tópicos comuns na mesa de jantar na infância de Bradley e ele descreveu seu pai como um "republicano sólido" que foi eleitor de Thomas E. Dewey na eleição presidencial de 1948. Um escoteiro ativo, ele se tornou membro da Ordem da Flecha.
Bradley começou a jogar basquete aos nove anos de idade. Ele foi uma estrela na Crystal City High School, onde marcou 3.068 pontos, foi nomeado duas vezes All-American e foi eleito para a Associação de Missouri dos Conselhos Estudantis. Ele recebeu 75 ofertas de bolsas universitárias.
A habilidade de Bradley no basquetebol se beneficiou de sua altura - 1,75m no 7º ano, 1,85m no 8º ano e 1,96 m aos 15 anos de idade - e visão periférica incomumente ampla, que ele trabalhou para melhorar, concentrando-se em objetos distantes enquanto caminhava. Durante seus anos de ensino médio, Bradley mantinha um cronograma rigoroso de treinos, um hábito que ele continuou na faculdade. Ele trabalhava na quadra por três horas e meia todos os dias depois da escola, cinco no sábado, uma e meia no domingo e, no verão, cerca de três horas por dia. Ele colocou dez quilos de lascas de chumbo em seus tênis, arrumou cadeiras como oponentes e driblou ao seu redor além de usar óculos que tinham um pedaço de papelão grudado neles para que ele não pudesse ver o chão, porque "Um bom driblador nunca olha para a bola."

## Carreira no basquete

### Faculdade
Bradley foi considerado o melhor jogador de basquete do ensino médio no país. Ele inicialmente optou por estudar em Duke no outono de 1961. No entanto, depois de quebrar o pé no verão de 1961, Bradley decidiu se matricular em Princeton devido ao seu histórico de preparação de estudantes para o governo ou o trabalho de Relações internacionais dos Estados Unidos. Ele não recebera uma bolsa de estudos em Princeton; a Ivy League não permite que seus membros concedam bolsas de estudos esportivas e a riqueza da família de Bradley o desqualifica para receber ajuda financeira.
O herói de infância de Bradley, Dick Kazmaier, venceu o Heisman Trophy em Princeton e ele usou a camisa de número 42 em sua homenagem. Em seu primeiro ano, Bradley teve uma média de mais de 30 pontos por jogo. No ano seguinte, ele foi escolhido por Butch van Breda Kolff para ser titular da equipe e foi nomeado para a Primeira-Equipe All-American. As pesquisas da AP e da United Press International colocaram Bradley como o melhor jogador do segundo ano no país. 
No ano seguinte, a Sporting News o nomeou para sua equipe All-American e como Jogador do Ano. Nos testes olímpicos de basquete, em abril de 1964, Bradley foi um dos três escolhidos por unanimidade para a equipe, o mais jovem escolhido e a único universitário. A equipe olímpica conquistou sua sexta medalha de ouro consecutiva.

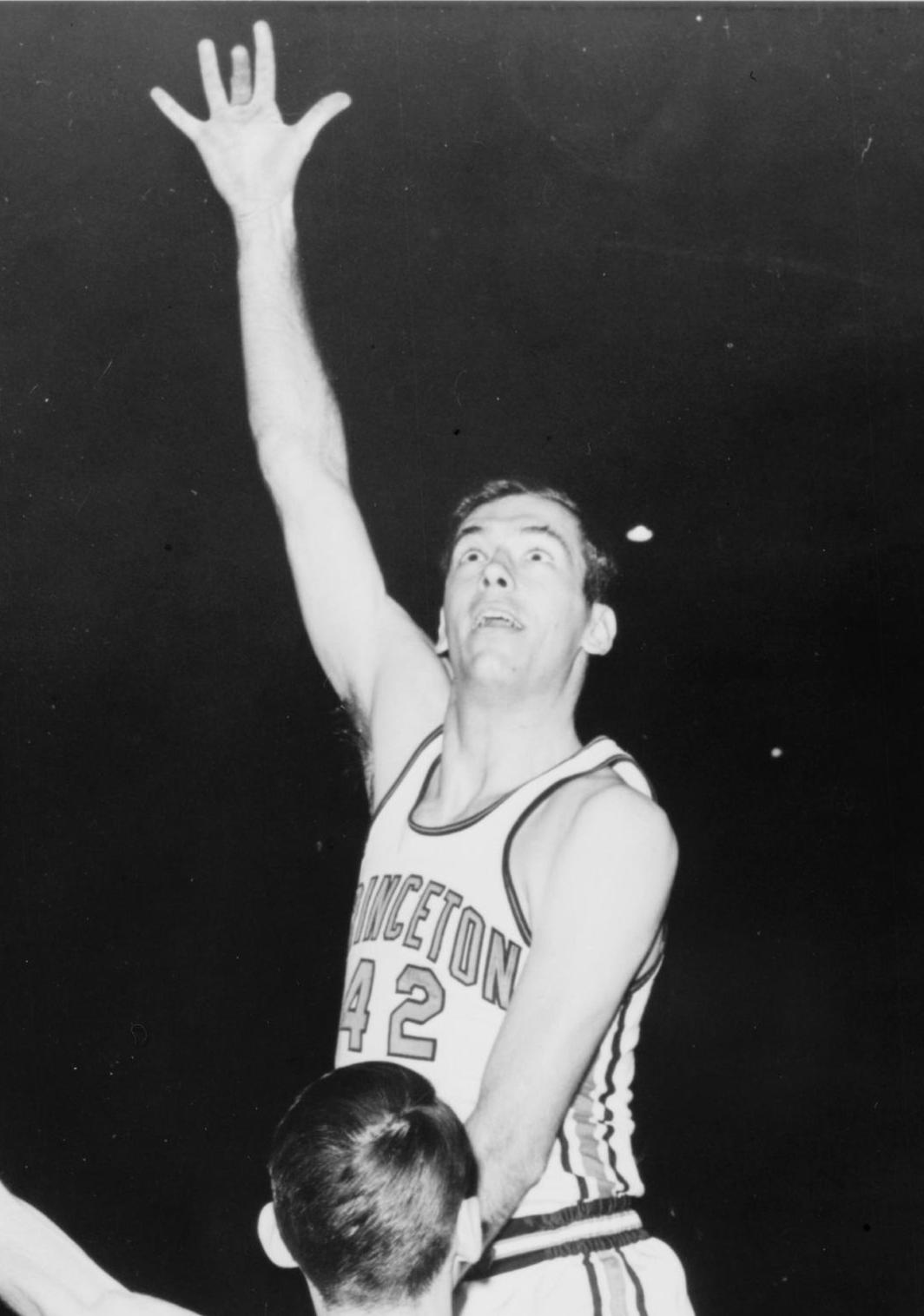
Jogando em Princeton em 1964

Em seu último ano, como capitão da equipe, Bradley se tornou um nome familiar. Ele era chamado como "facilmente o número um jogador de basquete universitário", "o melhor jogador de basquete amador nos Estados Unidos" e "O Oscar Robertson Branco". Ele levou Princeton para o Final Four do Torneio da NCAA, mas a equipe perdeu para Michigan nas semifinais, mas Bradley marcou 58 pontos no jogo e conquistou o prêmio de MVP do Final Four. No total, Bradley marcou 2.503 pontos em Princeton, com média de 30,2 pontos por jogo. Ele foi agraciado com o Prêmio James E. Sullivan de 1965, apresentado anualmente ao melhor atleta amador dos Estados Unidos, o primeiro jogador de basquete a ganhar a honra, e o segundo aluno de Princeton a ganhar o prêmio, depois do corredor Bill Bonthron em 1934.
Ele também detém o recorde de Princeton e muitos outros recordes escolares, incluindo os dez primeiros lugares na categoria do total de pontos marcados em um jogo, mas provavelmente poderia ter marcado muitos mais pontos se ele não tivesse insistido tantas vezes em passar a bola para companheiros de equipe inferiores e que estavam mais próximos da cesta; ele só enfatizou sua própria pontuação quando Princeton estava atrás no placar ou quando seus companheiros de equipe forçaram Bradley a arremessar dando passes de volta para ele. Van Breda Kolff muitas vezes encorajou Bradley a ser mais um jogador "um a um", afirmando que "Bill não está com fome. Pelo menos noventa por cento do tempo, quando ele recebe a bola, ele está procurando por um passe".
Van Breda Kolff descreveu Bradley como "Não o jogador mais físico. Outros podem correr mais rápido e saltar mais alto. A diferença é a autodisciplina". Em Princeton, ele tinha três a quatro horas de aulas e quatro horas de treinos de basquete por dia, estudava uma média de sete horas todos os dias da semana e até 24 horas a cada final de semana. Nos treinos, ele não se movia de um local na quadra a menos que ele fizesse pelo menos 10 de 13 arremessos.

### Profissional
O ano de formatura de Bradley, em 1965, foi o último ano em que a regra territorial da NBA estava em vigor, o que deu aos times profissionais os primeiros direitos de recrutar jogadores que frequentassem a faculdade a 50 milhas da equipe. O New York Knicks - uma milha mais perto de Princeton do que o Philadelphia 76ers - selecionou Bradley como uma escolha territorial no Draft de 1965, mas ele não assinou um contrato com a equipe imediatamente.

#### Olimpia Milano
Enquanto estudava Política, Filosofia e Economia (PPE) em Oxford, ele viajou para a Itália para jogar basquete no Olimpia Milano durante a temporada de 1965-1966, onde a equipe venceu a Copa dos Campeões Europeus da FIBA de 1968–69 (antecessora da moderna EuroLeague).
Bradley abandonou Oxford e o Olimpia Milano dois meses antes da formatura, em abril de 1967, para ingressar nas Reservas da Força Aérea. 

#### New York Knicks
Depois de cumprir seis meses de serviço ativo como oficial (a exigência era quatro anos de serviço ativo), ele se juntou ao New York Knicks em dezembro de 1967. No ano seguinte, Oxford deixou Bradley fazer "exames especiais" e ele conseguiu se formar.
Em sua terceira temporada, os Knicks venceram seu primeiro título da NBA, seguido pelo segundo na temporada de 1972-73, quando ele fez a sua única aparição no All-Star Game.
Em 742 jogos da NBA - todos com os Knicks - Bradley marcou um total de 9.217 pontos, uma média de 12,4 pontos por jogo, e uma média de 3,4 assistências por jogo. Sua melhor média de pontos foi de 16,1 pontos por jogo na temporada de 1972-73, durante a qual ele também obteve uma média de 4,5 assistências por jogo.
Durante sua carreira na NBA, Bradley usou sua fama na quadra para explorar questões sociais e políticas, encontrando-se com jornalistas, funcionários do governo, acadêmicos, empresários e ativistas sociais. Ele também trabalhou como assistente do diretor do Escritório de Oportunidades Econômicas em Washington, DC, e como professor no Harlem. Em 1976, ele também se tornou um autor publicando Life on the Run. Usando um período de 20 dias durante uma temporada como foco principal do livro, ele narrou suas experiências na NBA e nas pessoas que conheceu ao longo do caminho. Ele notou no livro que ele havia inicialmente assinado apenas um contrato de quatro anos e que ele estava desconfortável usando seu status de celebridade para ganhar dinheiro extra endossando produtos como outros jogadores fizeram.
Aposentando-se do basquete em 1977, ele foi eleito para o Basketball Hall of Fame em 1983, junto com seu companheiro de equipe Dave DeBusschere. Em 1984, os Knicks aposentaram sua camisa número 24. Ele é um dos dois únicos jogadores, ao lado de Manu Ginóbili, que ganhou o título da EuroLiga, um título da NBA e uma medalha de ouro olímpica.

## Política
A política era assunto freqüente na casa de Bradley e alguns de seus parentes tinham cargos políticos locais e no condado. Ele formou-se em história em Princeton e esteve presente na câmara do Senado quando a Lei dos Direitos Civis de 1964 foi aprovada. Van Breda Kolff e muitos outros que o conheciam previam que Bradley seria o governador do Missouri, ou presidente, aos 40 anos. Ele passou seu tempo em Oxford com foco em história política e econômica da Europa. Em 1978, ele disse que o congressista Mo Udall, ex-jogador de basquete profissional, disse a ele que os esportes profissionais poderiam ajudar a prepará-lo para a política, dependendo do que ele fizesse com seu tempo livre.

### Senado dos EUA

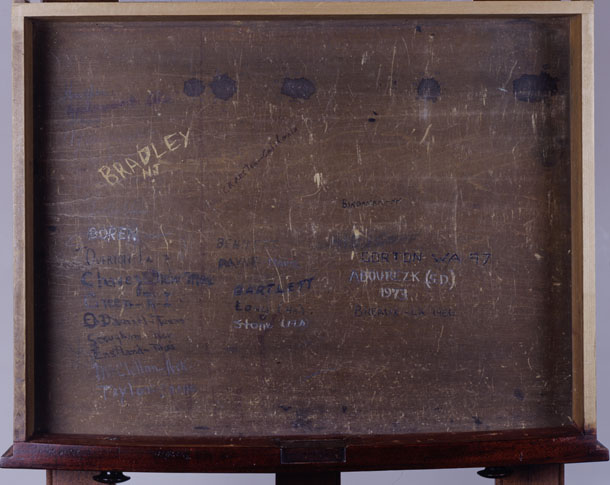
Gaveta da antiga escrivaninha da câmara de Senado de Bradley (a assinatura de Bradley é visível no canto superior esquerdo)

Depois de quatro anos de campanha política para candidatos democratas em Nova Jersey, Bradley decidiu, no verão de 1977, concorrer ao Senado, coincidindo com sua aposentadoria dos Knicks. Ele sentiu que seu tempo havia sido bem gasto em "pagar suas dívidas". O assento era ocupado pelo republicano liberal e pelo titular de quatro mandatos, Clifford P. Case. Case perdeu a eleição primária para o conservador Jeffrey Bell, que, como Bradley, tinha 34 anos quando a temporada de campanha começou. Bradley ganhou o assento nas eleições gerais com cerca de 56% dos votos. Durante a campanha, John Spagnola, jogador de futebol de Yale, foi guarda-costas e motorista de Bradley.
No Senado, Bradley adquiriu a reputação de ser um tanto distante e foi pensado como um "policy wonk", especializado em iniciativas complexas de reforma. Entre elas estava a revisão de 1986 do código tributário federal, co-patrocinado por Dick Gephardt, que reduziu o cronograma de alíquotas para apenas dois grupos, 15% e 28%, e eliminou muitos tipos de deduções. Iniciativas de políticas domésticas que Bradley liderou ou foi associado incluíram a reforma da aplicação de apoio à criança; legislação relativa aos problemas de saúde das crianças relacionadas com o chumbo; o Crédito Tributário Ganho; reforma financeira das campanhas; reatribuição dos direitos hídricos da Califórnia; e a reforma do orçamento federal para reduzir o déficit, que incluiu, em 1981, o apoio aos cortes de gastos de Reagan, mas se opondo ao seu pacote paralelo de redução de impostos, um dos três únicos senadores a assumir essa posição. Patrocinou o Freedom Support Act, um programa de intercâmbio entre as repúblicas da antiga União Soviética e o Estados Unidos.
Bradley foi reeleito em 1984 com 65% dos votos contra a prefeita de Montclair, Mary V. Mochary. Em 1988, ele foi incentivado a buscar a indicação democrata para presidente, mas ele se recusou a concorrer, dizendo que saberia quando estivesse pronto. Em 1990, uma controvérsia sobre um aumento do imposto de renda estadual - sobre o qual ele se recusou a tomar uma posição - e sua proposta de pagamento de mérito para professores, que levou o NJEA a apoiar seu oponente, transformou sua rival no Senado, Christine Todd Whitman, em um candidato viável, e Bradley ganhou apenas por uma pequena margem. Em 1995, ele anunciou que não concorreria à reeleição, declarando publicamente que a política americana estava "quebrada".
Enquanto era senador, Bradley percorria as praias de Cape May a Sandy Hook, uma viagem de quatro dias, com 127 milhas a cada fim de semana do Dia do Trabalho, para avaliar as condições da praia e do oceano e conversar com os eleitores. Bradley foi criticado por negligenciar os serviços constituintes enquanto estava no cargo.

### Candidato presidencial

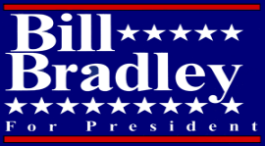
O logotipo da campanha do presidente de Bill Bradley usado em vários materiais em 1999 e 2000

Bradley concorreu as primárias presidenciais de 2000, opondo-se ao vice-presidente em exercício, Al Gore, para a indicação de seu partido. Bradley fez campanha como a alternativa liberal a Gore, assumindo posições à esquerda de Gore em várias questões, incluindo assistência médica universal, controle de armas e reforma do financiamento de campanhas. Sobre a questão dos impostos, Bradley alardeou seu patrocínio à Lei de Reforma Tributária de 1986, que reduziu significativamente as taxas de impostos ao mesmo tempo em que aboliu dezenas de brechas. Ele expressou sua crença de que o melhor código fiscal possível seria um com taxas baixas e sem lacunas, mas ele se recusou a descartar a ideia de aumentar os impostos para pagar por seu programa de saúde, chamando a ideia de tal promessa "desonesta".
Bradley também fez da pobreza infantil uma questão importante em sua campanha. Ele prometeu lidar com o salário mínimo, expandir o Crédito de Imposto de Renda, permitir que pais solteiros na previdência social mantenham seus pagamentos de pensão alimentícia, tornar reembolsável o Crédito Tributário de Cuidados Dependentes, construir casas de apoio para adolescentes grávidas, matricular 400.000 crianças a mais no Head Start e aumentar a disponibilidade de vale-refeição.
Embora Gore fosse considerado o favorito do partido, Bradley recebeu vários endossos de alto perfil, incluindo os senadores Paul Wellstone, Bob Kerrey e Daniel Patrick Moynihan; o ex-secretário do trabalho, Robert Reich; o ex-prefeito da cidade de Nova York, Ed Koch; o ex-presidente do Federal Reserve, Paul Volcker e as estrelas do basquete, Michael Jordan e Phil Jackson.
A campanha de Bradley inicialmente teve fortes perspectivas, devido a endossos de alto perfil. No entanto, ela fracassou, em parte porque foi ofuscada pela campanha do Senador John McCain, que recebeu muito mais atenção e acabou vencendo algumas primárias. Em 9 de março de 2000, depois de não ter conseguido vencer nenhuma das primeiras 20 primárias, Bradley retirou sua campanha e endossou Al Gore; ele descartou a ideia de concorrer como candidato a vice-presidente e não respondeu perguntas sobre possíveis execuções futuras para a presidência. Ele disse que continuaria falando sobre seu tipo de política, pedindo a reforma do financiamento de campanhas, controle de armas e aumento do seguro de saúde.

## Depois da política
Mais tarde, em 2000, foi oferecido a presidência do Comitê Olímpico dos Estados Unidos a Bradley mas ele recusou. Em setembro de 2002, Bradley recusou um pedido dos democratas de Nova Jersey para substituir Robert Torricelli na cédula no seu antigo assento no Senado. 
A Universidade de Oxford concedeu a Bradley um honorário de Doutor em Direito Civil (DCL) em 2003, com uma citação que o descreveu em parte como "... um atleta excepcionalmente distinto, um pilar importante do Senado e ainda um poderoso defensor dos fracos".
Em janeiro de 2004, Bradley e Gore endossaram Howard Dean como presidente nas primárias democratas de 2004. Em janeiro de 2008, Bradley anunciou que estava apoiando Barack Obama na primária democrata. O nome de Bradley foi mencionado como um possível substituto para Tom Daschle como indicado para a Secretaria de Saúde e Serviços Humanos no Governo Obama depois que Daschle se retirou da consideração; o cargo foi para a governadora do Kansas, Kathleen Sebelius. Ocasionalmente, ele esteve envolvido em questões políticas, mais recentemente consultando o Comitê de Finanças do Senado sobre a reforma tributária, juntamente com o ex-colega Bob Packwood.
Ele trabalhou como consultor corporativo e banqueiro de investimentos. Ele é diretor administrativo da Allen & Company LLC desde 2001, foi consultor externo chefe da divisão sem fins lucrativos da McKinsey & Company de 2001 a 2004 e é membro dos conselhos de administração da QuinStreet e da Starbucks.

## Vida pessoal
Bradley se casou com Ernestine Schlant, uma professora alemã de literatura em 1974. Ela tem uma filha, Stephanie, de um casamento anterior, e eles têm uma filha, Theresa Anne. Bradley e Schlant se divorciaram em 2007 e ele mora com a ex-diretora da Biblioteca LBJ, Betty Sue Flowers.